# Leptarciella saegeri
Leptarciella saegeri är en insektsart som beskrevs av Synave 1962. Leptarciella saegeri ingår i släktet Leptarciella och familjen vedstritar. Inga underarter finns listade i Catalogue of Life.